# Duranillin
Duranillin is een plaats in de regio Wheatbelt in West-Australië. Het ligt nabij de monding van de Beaufort in de Arthur, 223 kilometer ten zuidzuidoosten van Perth, 212 kilometer ten noordnoordwesten van Albany en 24 kilometer ten zuiden van Darkan.

## Geschiedenis
Ten tijde van de Europese kolonisatie leefden de Wiilman Nyungah Aborigines in de streek. De eerste Europeanen die de streek verkenden waren kapitein Thomas Bannister en zijn expeditie in 1830.
In 1889 werd de Great Southern Railway geopend. Vanuit Wagin werd in 1914 een spoorweg naar Collie afgetakt. Langs die spoorweg, nabij de Duranilling Pool, werd een nevenspoor aangelegd. In 1918 werd aan het nevenspoor het dorp Duranillin officieel gesticht. Het werd vernoemd naar de waterpoel en het nevenspoor. De naam is Aborigines van afkomst en werd in 1877 voor het eerst door een landmeter vermeld. De betekenis ervan is niet bekend.
Vanaf 1908 werd er les gegeven in Duranillin maar pas in 1937 kreeg het een eigen schooltje. De school bleef open tot 1970 waarna het sloot wegens een tekort aan leerlingen. Het gebouw wordt nog gebruikt voor gemeenschapsactiviteiten. In 1929 werd een gemeenschapszaal geopend. Het gebouw werd in 1966 door een nieuw vervangen. De laatste treinen reden in de jaren 1980 door Duranillin.

## 21e eeuw
Duranillin ligt in het lokale bestuursgebied Shire of West Arthur. Het is een landbouwdistrict waar (wol)schapen, runderen en graan geteeld worden. Er wordt ook aan bosbouw en houtproductie gedaan.
In 2021 telde Duranillin 53 inwoners,tegenover 190 in 2006.

## Toerisme
Duranillin ligt op enkele kilometers van Lake Towerrinning, een populaire plaats om aan watersport te doen.